# Perri (film)
Perri è un documentario della serie True-Life Adventures, realizzato dai registi Paul Kenworthy jr. e Ralph Wright nel 1957 per la Disney.

## Trama
Il documentario racconta la vita di uno scoiattolo dalla nascita alla lotta per la sopravvivenza contro i climi più ostili e ad altre esperienze di vita.

## Produzione
Il documentario è basato su un romanzo di Felix Salten ed è stato realizzato con una tecnica mista: animali veri vengono filmati in scenografie artificiali, tecnica che ricorda i film precedentemente realizzati da David Hand.